# Zuzana Kailová
Zuzana Kailová (* 21. července 1974 Ústí nad Labem) je česká politička, v letech 2008 až 2014 náměstkyně primátora města Ústí nad Labem pro sociální oblast, školství, životní prostředí, cestovní ruch, kulturu a sport, v letech 2013 až 2017 poslankyně Poslanecké sněmovny, bývalá členka ČSSD.

## Život
Narodila se roku 1974 v Ústí nad Labem, kde také vystudovala obor zdravotní laborant na Střední zdravotnické škole a poté si doplnila vzdělání na Vysoké škole politických a společenských věd v Kolíně.

## Komunální politika
Od roku 2000 členka České strany sociálně demokratické. V letech 2002-2006 byla členkou Zastupitelstva městského obvodu Ústí nad Labem-město. Od roku 2006 byla členkou Zastupitelstva a Rady Statutárního města Ústí nad Labem a od roku 2008 byla náměstkyní primátora pro sociální oblast, školství, životní prostředí, cestovní ruch, kulturu a sport.
V komunálních volbách v roce 2014 se jí nepodařilo za ČSSD obhájit post zastupitelky města Ústí nad Labem a skončila tak i v pozici náměstkyně primátora. Neuspěla ani v kandidatuře do Zastupitelstva Městského obvodu Ústí nad Labem-město.

## Poslanecká sněmovna
Ve volbách do Poslanecké sněmovny PČR v roce 2013 kandidovala v Ústeckém kraji za ČSSD a byla zvolena. V červnu 2014 hlasovala sněmovna o jejím vydání k trestnímu stíhání, o které požádala policie kvůli údajně předražené zakázce Vítání občánků z roku 2011. Společně se Zuzanou Kailovou byli obviněni primátor Ústí nad Labem Vít Mandík a radní Josef Macík. Sněmovna Zuzanu Kailovou ke stíhání nevydala, protože stíhání bylo podle většiny poslanců účelové a souviselo s blízkými komunálními volbami.
Ve volbách do Poslanecké sněmovny PČR v roce 2017 již nekandidovala. V roce 2018 pak sama z ČSSD vystoupila.

## Osobní život
Zuzana Kailová je rozvedená a má dvě děti, Johanu (1995) a Tomáše (2012).